# Opius negrosanus
Opius negrosanus är en stekelart som beskrevs av Fischer 1966. Opius negrosanus ingår i släktet Opius och familjen bracksteklar. Inga underarter finns listade i Catalogue of Life.